# Nampé
Nampé é uma comuna rural da circunscrição de Cutiala, na região de Sicasso ao sul do Mali. Segundo censo de 1998, havia 5 703 residentes, enquanto segundo o de 2009, havia 7 009. A comuna inclui 4 vilas.